# Trelleborgs FF
Trelleborgs FF, TFF, är en fotbollsklubb i Trelleborg som grundades den 6 december 1926. Herrlaget spelar 2025 i Superettan och damlaget i Elitettan.
Trelleborgs officiella supporterförening är True Blues.

## Historia
Herrlaget debuterade i Fotbollsallsvenskan 1985. Föreningens hittills bästa period var under början av 1990-talet, då man var bäst i Skåne med en tredjeplats i Allsvenskan 1992 och en fjärdeplats 1993. Klubben spelade också i UEFA-cupen säsongen 1994/1995 (se nedan). Efter tio raka säsonger i Allsvenskan åkte laget ur serien 2001.
Trelleborgs FF kom tvåa i Superettan 2003, men åkte återigen ur Allsvenskan året därpå. Laget kvalificerade sig sedan till Allsvenskan 2007 genom att vinna Superettan 2006 före Örebro och IF Brommapojkarna. Trelleborgs FF stod för en fin defensiv under säsongen 2006 och TFF:s målvakt Fredrik Persson höll nollan i längst antal sammanhängande minuter i Superettans historia. 
TFF slutade på vad som vanligtvis var nedflyttningsplats 2007 då klubben "bara" nådde en placering näst längst ner i tabellen, men eftersom Allsvenskan året efter utökades med ytterligare två lag undvek klubben en nedflyttning. Den placeringsmässigt bästa insatsen stod Trelleborg för under 2010 då man nådde en femteplats, men redan året efter åkte klubben ur Allsvenskan. Därefter väntade ett än tyngre år i Superettan som slutade med ytterligare en nedflyttning.    
Trelleborgs FF:s första år i Division 1 Södra 2013 slutade med en tredjeplacering, vilket innebar att klubben misslyckades med sin målsättning att ta sig tillbaka till Superettan omgående. Även efterföljande år blev en besvikelse då TFF enbart höll sig kvar i Division 1 Södra på målskillnad sedan man besegrat Örgryte IS på bortaplan i den sista omgången. Inför Trelleborgs tredje år i Division 1 Södra bytte klubben strategi och satsade på spelare med en lokal förankring, vilket gav resultat. TFF säkrade seriesegern i Division 1 Södra borta mot Eskilsminne IF på Olympia i Helsingborg redan den 17 oktober, med två omgångar kvar att spela. Resultatet innebar att Trelleborgs FF spelade i Superettan från 2016. 
Efter att TFF kommit trea i serien 2017 blev det kval till Allsvenskan, där Jönköpings Södra IF besegrades med sammanlagt 3–1. Laget kom dock klart sist i Allsvenskan 2018 och spelar sedan 2019 åter i Superettan.

### Europaspel
Trelleborgs FF spelade i Uefacupen 1994/1995. Det började lite knackigt i förkvalet med 1–0 och 3–2 mot det färöiska laget Gøtu. Matchen efter var mot engelska Premier League-laget Blackburn Rovers FC. TFF vann med 1–0 borta, mål av Fredrik Sandell. Segern gav eko i hela Europa. Men än mer sensationellt var när man klarade 2–2 hemma och alltså slog ut Blackburn, som vann Premier League samma säsong. Segern mot Blackburn chockade alla experter och snart hade Trelleborg fått smeknamnet Skrälleborg av tidningarna.
I nästa match var det återigen dags för ett topplag. Denna gång det italienska laget SS Lazio. Även denna gång höll TFF på att överraska fotbolls-Europa. Det började med att man spelade 0–0 hemma. Man hade sedan länge 0–0 även borta i Rom, men Lazio satte dit 1–0 på övertid.

### Damlag
Damlaget kom som nykomlingar tvåa i Elitettan 2023, och kvalificerade sig därmed för Damallsvenskan 2024, där man dock kom sist utan att ha vunnit en enda match.

## Supportrar
Trelleborgs FF har alltid haft en trogen supporterskara runt klubben. Under de tre år som Trelleborgs FF spelade i Division 1 Södra mellan 2013 och 2015 kom det frekvent över 1 000 åskådare till hemmamatcherna. Rekordnoteringen under Division 1-perioden kom i september 2015 då Trelleborgs FF tog emot Skåne-kollegan Landskrona BoIS, och 2 556 personer fanns på plats på Vångavallen
Supporterklubben True Blues hade 497 medlemmar säsongen 2010, vilket till dags datum är föreningens medlemsrekord.[källa behövs]
True Blues grundades 1999 under namnet TFF Support, och sedan dess har supporterföreningen arrangerat bussresor till TFF:s bortamatcher, tagit fram flaggor och banderoller, ordnat diverse tifo-arrangemang med mera. Tidigare hade supporterklubben en butik i centrala Trelleborg, men denna stängde efter några år på grund av bristande lönsamhet 
De senaste åren har fler supportergrupper bildats och tagit plats på läktaren. Tifo Trelleborg arrengerar tifo, skapar flaggor etc. Blåa pågar är en ung skara, där åldern är från 6 till 14, som också skapar flaggor, banderoller och tifo.

## Arena
Trelleborgs FF spelar sina hemmamatcher på Vångavallen, något man har gjort sedan 1933 då arenan invigdes. Arenan har en kapacitet på drygt 10 000 åskådare, varav cirka 3000 är sittande. Planen mäter 65x105 meter, och bakom den norra läktaren finns ytterligare fyra fotbollsplaner, varav två har konstgräs som underlag.
Vångavallen har byggts om ett flertal gånger, men bara vid ett tillfälle under 2000-talet har arenan byggts ut med en permanent läktare. Detta skedde 2001 då den tidigare ståplatsläktaren på den norra långsidan ersattes med en sittplatsläktare under tak. Därefter har Vångavallen i två omgångar byggts ut med temporära läktare på den västra respektive östra kortsidan. Den västra läktaren stod färdig inför säsongen 2004, och togs ur bruk tolv år senare. Den västra ståplatsen gav plats år 3 500 åskådare, och när den försvann sjönk Vångavallens kapacitet något.  
Sedan 2012 finns det två ståplatsläktare på den norra läktaren, en i vardera hörn. På den östra sidan är en sektion för gästande supportrar lokaliserad, och i det västra hörnet finns True Blues ståplats, där Trelleborgs FF:s sjungande supportrar huserar under hemmamatcherna.
Arenan saknar markvärme, vilket är en förutsättning för att arenan ska godkännas för spel i Superettan och Allsvenskan. I december 2015 beslutade Trelleborgs kommun att investera lite över en miljon kronor i anläggningen, vilket innebär att Vångavallen lever upp till de krav som Svenska Fotbollförbundet ställer på arenor som står värd för Superettan-fotboll.

## Spelare

### Spelartruppen
| Nummer      | Land           | Spelare                | Födelsedatum     | Kom från         | Moderklubb          |           |
| Målvakter   | Målvakter      | Målvakter              | Målvakter        | Målvakter        | Målvakter           | Målvakter |
| ----------- | -------------- | ---------------------- | ---------------- | ---------------- | ------------------- | --------- |
| 1           | Danmark        | Andreas Larsen         | 22 maj 1990      | Frem             | Brøndby             |           |
| -           | Sverige        | Mathias Nilsson        | 23 februari 1999 | Gefle IF         | Vellinge IF         |           |
| Försvarare  |                |                        |                  |                  |                     |           |
| 3           | Sverige        | Charlie Weberg         | 22 maj 1998      | Helsingborgs IF  | Asmundtorps IF      |           |
| 5           | Nigeria        | Abel Ogwuche           | 6 juli 2003      | Tripple 44       | Tripple 44          |           |
| 15          | Nigeria        | Emmanuel Godwin        | 12 juni 2005     | Tripple 44       | Tripple 44          |           |
| 19          | Sverige        | Tobias Karlsson        | 23 juni 1998     | Torns IF         | Veberöds AIF        |           |
| 20          | Sverige        | Felix Hörberg          | 19 maj 1999      | Östersunds FK    | Västra Ingelstad IS |           |
| 21          | Nordmakedonien | Eren Alievski          | 31 oktober 2004  | Trelleborgs FF U | Husie IF            |           |
| 26          | Sverige        | Abbe Rehn              | 18 januari 2005  | Trelleborgs FF U | Skegrie BK          |           |
| -           | Finland        | Mikko Viitikko         | 18 april 1995    | Lahti            | HJK                 |           |
| Mittfältare |                |                        |                  |                  |                     |           |
| 16          | Sverige        | Ammar Asani            | 11 juni 2006     | Trelleborgs FF U | FC Rosengård        |           |
| 24          | Sverige        | Viktor Christiansson   | 3 januari 2001   | BK Olympic       | Hässleholms IF      |           |
| -           | Sverige        | Alexander Baraslievski | 13 december 2005 | Trelleborgs FF U | Trelleborgs FF      |           |
| -           | Sverige        | Jakob Andersson        | 24 december 1999 | Lunds BK         | Husie IF            |           |
| -           | Finland        | Altti Hellemaa         | 25 juli 2004     | JäPs             | TiPS                |           |
| Anfallare   |                |                        |                  |                  |                     |           |
| 11          | Sverige        | Armin Culum            | 5 november 2003  | AFC Eskilstuna   | IFK Hässleholm      |           |
| 17          | Sverige        | Filip Bohman           | 24 november 1996 | Varbergs BoIS    | Skurups AIF         |           |
| 22          | Sverige        | Fredrik Martinsson     | 13 april 1997    | Utsiktens BK     | Sävedalens IF       |           |
| -           | Sverige        | Elliot Löfberg         | 1 april 2005     | Trelleborgs FF U | Svedala IF          |           |
| -           | Sverige        | Johannes Käck          | 21 februari 2006 | Trelleborgs FF U | Kvarnby IK          |           |
| -           | Sverige        | Loke Mattsson          | 3 april 2005     | Trelleborgs FF U | Västra Ingelstad IS |           |
| -           | Sverige        | Oskar Ruuska           | 13 februari 2004 | Tvååkers IF      | Partille IF         |           |

### Utlånade spelare
| Nr | Land    | Pos | Namn                                             |
| -- | ------- | --- | ------------------------------------------------ |
| -  | Sverige | F   | Noah Cavander (i Torns IF till 31 december 2025) |

| Nr | Land | Pos | Namn |
| -- | ---- | --- | ---- |